# Drót (hírműsor)
A Drót egy 1994 februárja és augusztusa között sugárzott heti hírműsor volt a TV4 csatornán, amelyet Baló György szerkesztett és vezetett. A kábeltelevíziós program készítési és terjesztési körülményei miatt a rendszerváltás előtti szamizdatokhoz hasonlítható: egy kis stúdióban rögzítették videókazettákra, majd a felvételeket motoros futárokkal juttatták el a sugárzásra nyitott helyi televíziós csatornákhoz. A Dróttal egy időben készült annak testvérprogramja, a Drótháló is. A műsor archívumát a Blinken Nyílt Társadalom Archívum őrzi, az első három adást online is elérhetővé tették.

## Története
A műsor létrehozását az 1994-es választások kampányidőszakára időzítették, készítését a Soros Alapítvány támogatta. Baló mellett Kóthy Judit, Pécsi Vera, Erdős Gábor, Sipos Pál, Énekes Zsuzsa és Végh István voltak a Drót szerkesztői. Mindannyiukat a Magyar Televízióból bocsátották el korábban egy politikai tisztogatás keretében. A Drót kitűzött célja volt, hogy a korabeli médiaháború viszonyai között kiegyensúlyozott tájékoztatást nyújtson.

## Tartalom
Elsősorban pártok választási kampányait követték végig, illetve a rendszerváltás utáni aktuális kérdésekkel foglalkoztak, például a kárpótlási jegyekkel, a munkanélküliséggel vagy a VHS-kazetták feketepiacával. Emellett számos nemzetközi történéssel is foglalkoztak, mint például Szarajevó bombázása vagy az izraeli-palesztin konfliktus.

## Külső hivatkozások
- A Drót első három adása a Youtube-on